# Henry Moore Baker

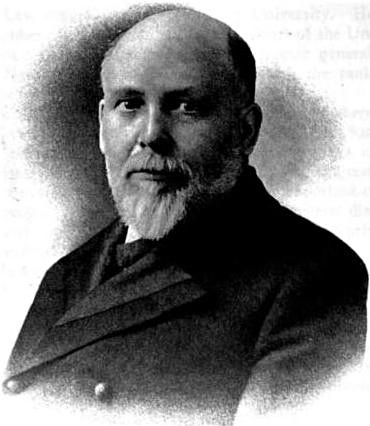
Henry Moore Baker

Henry Moore Baker (* 11. Januar 1841 in Bow, Merrimack County, New Hampshire; † 30. Mai 1912 in Washington, D.C.) war ein US-amerikanischer Politiker. Zwischen 1893 und 1897 vertrat er den Bundesstaat New Hampshire im US-Repräsentantenhaus.

## Werdegang
Henry Baker besuchte die öffentlichen Schulen seiner Heimat in New Hampshire. Bis 1859 studierte er dann am New Hampshire Conference Seminary und anschließend bis 1863 am Dartmouth College in Hanover. Nach einem Jurastudium an der Columbian University, der heutigen George Washington University, wurde er 1866 als Rechtsanwalt zugelassen. Zwischen 1864 und 1874 arbeitete Baker als Verwaltungsangestellter zunächst im Kriegs- und dann im Finanzministerium. Ab 1874 war er in der Bundeshauptstadt Washington als Anwalt tätig. Zwischen 1886 und 1887 war er oberster Militärrichter der Nationalgarde von New Hampshire im Rang eines Brigadegenerals.
Baker war Mitglied der  Republikanischen Partei. In den Jahren 1891 und 1892 saß er im Senat von New Hampshire. 1892 wurde er dann im zweiten Wahlbezirk von New Hampshire in das US-Repräsentantenhaus in Washington  gewählt, wo er am 4. März 1893 die Nachfolge des Demokraten Warren F. Daniell antrat. Nach einer Wiederwahl im Jahr 1894 konnte Baker bis zum 3. März 1897 zwei Legislaturperioden im Kongress absolvieren. Im Jahr 1896 verzichtete er auf eine weitere Kandidatur.
Nach dem Ende seiner Zeit im Kongress arbeitete Baker wieder als Rechtsanwalt. Zwischen 1905 und 1909 war er Abgeordneter im Repräsentantenhaus von New Hampshire. Er starb am 30. Mai 1912 in Washington und wurde in Bow beigesetzt.